# Femke Halsema

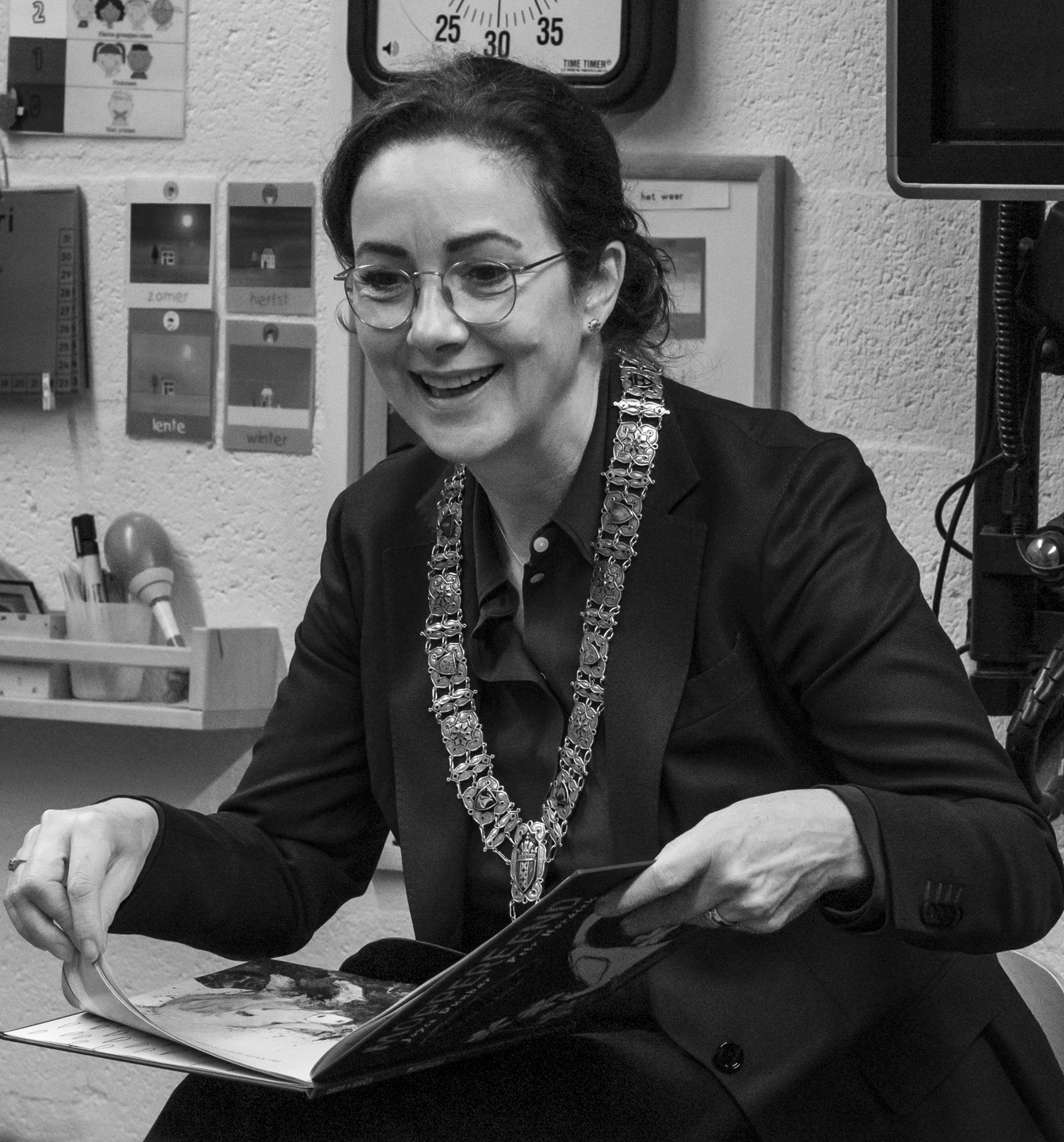
Femke Halsema, 2020

Femke Halsema (Haarlem, 25 de abril de 1966) es una política, socióloga y cineasta neerlandesa. El 27 de junio de 2018, fue nombrada burgomaestre de Ámsterdam, cargo que empezó a ejercer el 12 de julio de 2018 para un mandato de seis años. Anteriormente, fue miembro de la Cámara de Representantes de 1998 a 2011 y líder parlamentaria de 2002 a 2010. Está afiliada a GroenLinks.

## Biografía
Nació en Haarlem en una familia social demócrata holandesa. Durante mucho tiempo, su madre, Olga Halsema-Fles, fue edil de asuntos sociales en Enschede por el Partido del Trabajo. Ella creía que su madre era de ascendencia judía. Pero eso resultó ser un malentendido. Su madre proviene de una familia cristiana. 
Consiguió su grado havo en 1983 en el colegio Kottenpark, en Enschede. Entre 1984 y 1985, asistió a la Vrije Hogeschool (programa de profesores para escuelas que siguen la Pedagogía Waldorf) en Driebergen y en 1985 comenzó a formarse como profesora de neerlandés e historia, pero lo dejó en 1988 sin graduarse y trabajó un año en un café de Utrecht. Más tarde, estudió ciencias sociales y criminología en la Universidad de Utrecht. De 1991 a 1993, estuvo en el grupo “policía e inmigrantes” del ministerio del interior. Fue asistente de profesor Frank Bovenkerk y trabajó como profesora en la Universidad de Utrecht y de 1993 a 1997 para la fundación centroizquierdista Wiardi Beckman Stichting, para la que escribió el libro Ontspoord. Opstellen over criminaliteit en rechtshandhaving. En 1996, comenzó como redactora del periódico de GroenLinks De Helling y trabajó para el centro político-cultural amsterdamés De Balie donde participó en el proyecto sobre el papel de la constitución en la sociedad Res Publica en 1997.
En 1998 se afilió a GroenLinks.
Vive en Ámsterdam con sus dos hijos y su esposo, el documentalista Robert Oey, que entre otros, filmó el documental "De Leugen" en el cual Halsema participó.

## Escritos
- Linkse lente. (Femke Halsema in gesprek met Michiel Zonneveld over de linkse lente)con Michiel Zonneveld, 2006
- Zoeken naar vrijheid. Teksten 2002–2010, 2011
- Pluche. Politieke memoires, 2016
- Nergensland. Nieuw licht op migratie, 2017